# 容妃 (乾隆帝)
容妃（ようひ、1734年10月11日 - 1788年5月24日）は、清の乾隆帝の側室。ウイグル人。姓はホージャ氏（和卓氏）。父は回部の29代ホージャエリ・ホジャム（艾力和卓木、ئەلى خوجام、Eli Xojam、ペイガンバルの家系出身）。名前はファーティマと伝えられている。

## 生涯
入内以前の経歴は不明である。一説には15歳で回部の首長ホジ・ハン (霍集古，小和卓木) と結婚したが、後に二人は離婚した。
乾隆24年（1759年）、26歳で大小和卓の家族と共に北京入り、後に和貴人の位を授けられた。乾隆26年（1762年）、容嬪に進んだ。乾隆33年（1768年）、容妃にいたった。乾隆53年（1788年）、55歳で死去。ほとんどの遺産は和碩和恪公主（乾隆帝の九女）の娘と固倫和孝公主によって相続される。
またイスラム教徒であったため、宮中にも専用の肉を特別に与えられる。

## 香妃伝説
史書には彼女の記述は非常に少なくなっている。民国時代になると、乾隆帝には香妃という妃がいたという伝承がある。香妃が生来異香を有したことにちなむ名で，美貌で聞えていた。常に短剣を持ち帝を寄せつけなかったたため、皇太后によって自害を命ぜられる。その香妃は、容妃をモデルにした創作人物とされる。

## 伝記資料
- 『清史稿』